# بيير إيتيه
بيير إيتيه (بالفرنسية: Pierre Étaix)‏ هو كاتب ومهرج ولاعب سيرك ‏ وكاتب سيناريو ومخرج وممثل فرنسي، ولد في 23 نوفمبر 1928 في فرنسا، وتوفي في 14 أكتوبر 2016 بباريس في فرنسا. من الجوائز التي نالها جائزة الأوسكار لأفضل فيلم حي قصير وBAFTA Award for Best Short Film ‏ سنة 1964 وجائزة لويس ديلوك ‏ سنة 1962.

## أعمال

### أفلام
- (1958) عمي
- (2001) أميلي[22]
- (2011) فيلم لو هافر[23]

## جوائز
- جائزة الأوسكار لأفضل فيلم حي قصير
- BAFTA Award for Best Short Film [الإنجليزية]‏ (1964)
- جائزة لويس ديلوك [الإنجليزية]‏ (1962)

## وصلات خارجية
- بيير إيتيه على موقع IMDb (الإنجليزية)
- بيير إيتيه على موقع روتن توميتوز (الإنجليزية)
- بيير إيتيه على موقع ألو سيني (الفرنسية)
- بيير إيتيه على موقع تيرنر كلاسيك موفيز (الإنجليزية)
- بيير إيتيه على موقع أول موفي (الإنجليزية)
- بيير إيتيه على موقع قاعدة بيانات الأفلام السويدية (السويدية)
- بيير إيتيه على موقع ديسكوغز (الإنجليزية)
- بيير إيتيه على موقع قاعدة بيانات الفيلم (الإنجليزية)
- بيير إيتيه على موقع كينوبويسك (الروسية)